# 井手三千男
井手 三千男（いで みちお、1941年5月9日 - 2006年6月26日）は、日本の写真家。

## 生涯
広島市安佐北区安佐町出身。多摩芸術学園（現 多摩美術大学）写真科卒業。
4歳の夏（1945年8月6日）、自宅から広島市に投下された原子爆弾のキノコ雲を見る。多摩美大卒業後、広島市で広告会社に勤務していたが、1968年写真家として独立。
広島市や原爆資料館が刊行した出版物の編集の大半に関わり、被爆の記憶を印画紙に残した。『図説戦後広島市史』ではB-29が原爆投下直後にキノコ雲を撮影した6,000m上空からの撮影に挑んだ。また、広島県の文化財の出版にも携わり、多くの文化財を空撮などの様々な手法で撮影した。原爆ドームと厳島神社の世界遺産登録時には公式写真も撮影している。1998年から原爆資料館の資料調査研究会の委員を務めた。
写真家としての活動のかたわら、建築、民俗、環境問題などにも造詣が深く、多方面にわたりアドバイザーとして活躍した。
2006年6月26日、肺癌のため、65歳で死去。